# Iranische Fußballnationalmannschaft/Weltmeisterschaften
Der Artikel beinhaltet eine ausführliche Darstellung der iranischen Fußballnationalmannschaft bei Weltmeisterschaften. Iran nahm 2022 zum sechsten Mal an einer Fußballweltmeisterschaft teil, überstand aber noch nie die Vor- bzw. erste Finalrunde.

## Überblick
| Jahr | Gastgeberland       | Teilnahme bis …    | Letzte(r) Gegner                              | Ergebnis | Trainer            | Bemerkungen und Besonderheiten |
| ---- | ------------------- | ------------------ | --------------------------------------------- | -------- | ------------------ | --- |
| 1930 | Uruguay             | nicht teilgenommen |                                               |          |                    | Kein Mitglied der FIFA |
| 1934 | Italien             | nicht teilgenommen |                                               |          |                    | Kein Mitglied der FIFA |
| 1938 | Frankreich          | nicht teilgenommen |                                               |          |                    | Kein Mitglied der FIFA |
| 1950 | Brasilien           | nicht teilgenommen |                                               |          |                    | |
| 1954 | Schweiz             | nicht zugelassen   |                                               |          |                    | Anmeldung zu spät eingereicht |
| 1958 | Schweden            | nicht teilgenommen |                                               |          |                    | |
| 1962 | Chile               | nicht teilgenommen |                                               |          |                    | |
| 1966 | England             | nicht teilgenommen |                                               |          |                    | |
| 1970 | Mexiko              | nicht teilgenommen |                                               |          |                    | |
| 1974 | Deutschland         | nicht qualifiziert |                                               |          |                    | In der Qualifikation an Australien gescheitert. |
| 1978 | Argentinien         | 1. Finalrunde      | Niederlande, Schottland, Peru                 | 14.      | Heshmat Mohajerani | Als Gruppenletzter ausgeschieden |
| 1982 | Spanien             | nicht teilgenommen |                                               |          |                    | |
| 1986 | Mexiko              | nicht zugelassen   |                                               |          |                    | Die Islamische Republik Iran weigerte sich auf neutralem Platz zu spielen und wurde daher ausgeschlossen. |
| 1990 | Italien             | nicht qualifiziert |                                               |          |                    | In der Qualifikation in der 1. Runde an China gescheitert. China scheiterte dann in der letzten Qualifikationsrunde. |
| 1994 | USA                 | nicht qualifiziert |                                               |          |                    | In der Qualifikation in der Finalrunde an Saudi-Arabien und Südkorea gescheitert. |
| 1998 | Frankreich          | Vorrunde           | Bundesrepublik Jugoslawien, USA, Deutschland  | 20.      | Jalal Talebi       | FIFA-Fairplay-Preis für das Verhalten vor und beim Spiel gegen die USA |
| 2002 | Südkorea/Japan      | nicht qualifiziert |                                               |          |                    | In der Qualifikation in den interkontinentalen Playoffs an Irland gescheitert. |
| 2006 | Deutschland         | Vorrunde           | Mexiko, Portugal, Angola                      | 25.      | Branko Ivanković   | |
| 2010 | Südafrika           | nicht qualifiziert |                                               |          |                    | In der Qualifikation in der 4. Runde an Süd- und Nordkorea gescheitert. |
| 2014 | Brasilien           | Vorrunde           | Nigeria, Argentinien, Bosnien und Herzegowina | 28.      | Carlos Queiroz     | |
| 2018 | Russland            | Vorrunde           | Marokko, Spanien, Portugal                    | 18.      | Carlos Queiroz     | Mit je einem Sieg, einer Niederlage und einem Remis ausgeschieden |
| 2022 | Katar               | Vorrunde           | England, Wales, USA                           | 26.      | Carlos Queiroz     | Die Iraner konnten sich am viertletzten Spieltag der dritten Runde vorzeitig qualifizieren. Bei der Endrunde trafen die Iraner auf England, die USA und Wales. Die Mannschaft schied in der Vorrunde als Gruppendritter mit einem Sieg und zwei Niederlagen aus. |
| 2026 | Kanada, Mexiko, USA | qualifiziert       |                                               |          |                    | Als zweite asiatische Mannschaft qualifiziert. |

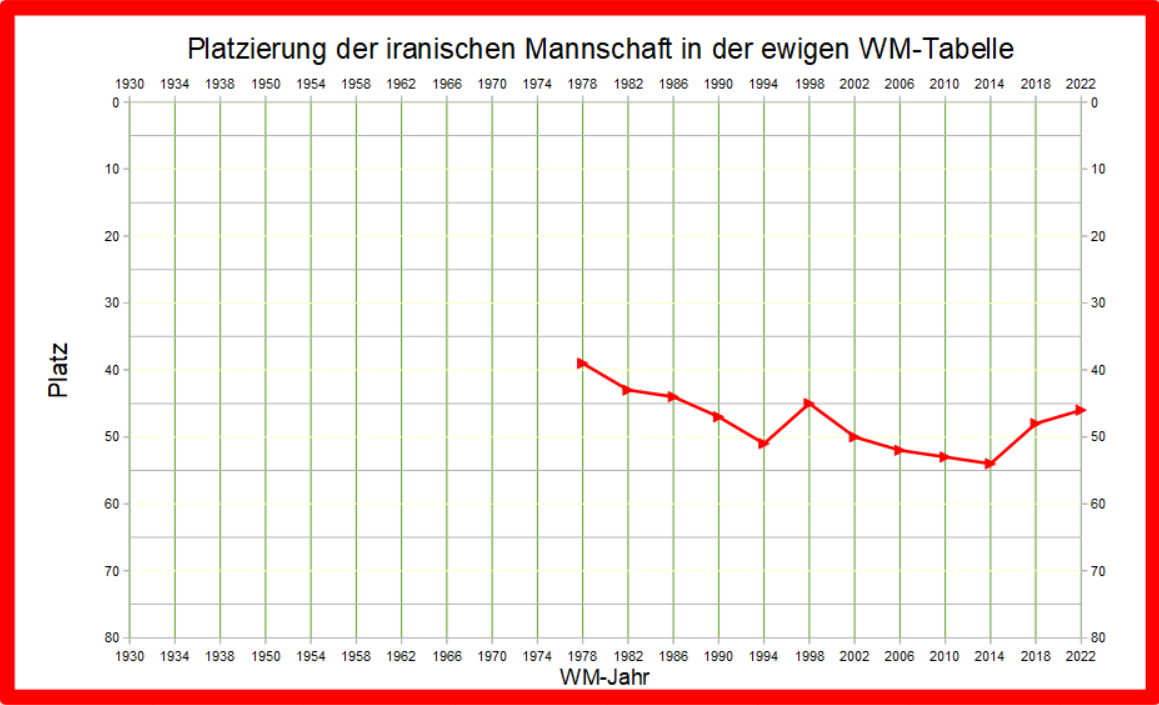
Platzierung der iranischen Mannschaft in der ewigen WM-Tabelle

Statistik (Angaben inkl. 2022: 22 Weltmeisterschaften)
- Keine Teilnahme, da kein FIFA-Mitglied oder keine bzw. zu späte Anmeldung: 10× (48 %; 1930, 1934, 1938, 1950, 1954, 1958, 1962, 1966, 1970 und 1982)
- Nicht zugelassen: 1× (5 %; 1986)
- Nicht qualifiziert: 5× (24 %; 1974, 1990, 1994, 2002 und 2010)
- Sportliche Qualifikation: 6× (27 % bzw. bei 55 % der Versuche)
  - Vorrunde: 6× (27 %; 1978, 1998, 2006, 2014, 2018 und 2022)

## WM-Turniere

### Weltmeisterschaften 1930 bis 1970
Die Football Federation Islamic Republic of Iran wurde zwar bereits 1920 gegründet, Iran trug aber erst 1941 das erste Länderspiel aus und trat erst 1945 der FIFA bei. Daher konnte Iran nicht an den ersten drei WM-Turnieren teilnehmen. Aber auch zu den nächsten fünf Qualifikationen erfolgte keine Anmeldung und für 1954 wurde die Anmeldung zu spät eingereicht, so dass er nicht zugelassen wurde.

### Weltmeisterschaft 1974
Nachdem Iran 1968 und 1972 Asienmeister geworden war, wollte er sich auch für die erste WM in Deutschland qualifizieren und nach 1954 zum zweiten Mal an der Qualifikation teilnehmen. Die erste Runde mit Syrien, Kuwait und Nordkorea, das für die abgesprungenen Inder teilnahm, fand im Mai 1973 in Teheran statt. Am 4. Mai 1973 bestritt die iranische Nationalmannschaft ihr erstes WM-Qualifikationsspiel und trennte sich torlos von Nordkorea. Zwei Tage später gelang mit dem 2:1 gegen Kuwait der erste Sieg in der WM-Qualifikation. Am Ende stand Iran als Gruppensieger in der zweiten Runde und musste gegen Australien antreten. In Sydney wurde mit 0:3 verloren, so dass das 2:0 im Rückspiel nicht ausreichte, um die Entscheidungsspiele zu erreichen. Australien konnte sich in diesen als Asien-Ozeanien-Vertreter für die WM in der Bundesrepublik Deutschland durch drei Spiele gegen Südkorea qualifizieren.

### Weltmeisterschaft 1978
In der ersten Qualifikationsrunde setzte sich Iran, 1976 zum dritten Mal Asienmeister geworden, mit vier Siegen gegen Saudi-Arabien und Syrien durch. Der ursprünglich auch zugeloste Irak hatte zurückgezogen. In der zweiten Runde waren Südkorea, Kuwait, Australien und Hongkong die Gegner und mit sechs Siegen und zwei Remis setzte sich Iran als Gruppensieger durch und war damit erstmals für die WM qualifiziert.
In Argentinien traf Iran im ersten WM-Spiel seiner Geschichte auf Vizeweltmeister Niederlande und verlor mit 0:3. Im zweiten Gruppenspiel gelang dann Iraj Danaeifard beim 1:1 gegen Schottland das erste WM-Tor und den Iranern der erste Punktgewinn bei einer WM. Das letzte Gruppenspiel gegen Peru wurde dann mit 1:4 verloren. Damit verabschiedete sich Iran als Gruppenletzter für 20 Jahre von der WM-Bühne.

### Weltmeisterschaft 1982
Durch die islamische Revolution und den ersten Golfkrieg kam der Fußballbetrieb in Iran in den 1980er Jahren nahezu zum Erliegen. Daher verzichtete Iran auf die Teilnahme an der Qualifikation für die Fußball-Weltmeisterschaft 1982 in Spanien.

### Weltmeisterschaft 1986
In der Qualifikation für die zweite WM in Mexiko sollten die Islamische Republik Iran, die gegen Bahrain und Südjemen antreten sollte, und der Irak wegen des ersten Golfkriegs ihre Heimspiele auf neutralem Platz austragen. Während der Irak dies tat und sich dennoch erstmals qualifizierte, weigerte sich Iran und wurde daher ausgeschlossen.

### Weltmeisterschaft 1990
In der Qualifikation für die zweite WM in Italien konnte sich Iran in der 1. Gruppenphase nicht gegen China durchsetzen. Beide hatten am Ende 10:2 Punkte, die Chinesen hatten aber gegen die beiden anderen Gruppengegner Bangladesch und Thailand mehr Tore erzielt. Auch der direkte Vergleich (2:0 und 2:3) sprach für die Chinesen. China belegte in der finalen AFC-Sechsergruppe nur den vierten Platz und konnte sich nicht für die WM-Endrunde in Italien qualifizieren.

### Weltmeisterschaft 1994
In der Qualifikation für die WM in den USA konnte sich Iran zunächst als Gruppensieger bei Turnieren in Iran und Syrien gegen die punktgleichen Syrer, den Oman und Taiwan durchsetzen, Myanmar – das ebenfalls zugelost war – nahm nicht teil. In der finalen Gruppe mit Saudi-Arabien, Japan, Südkorea, dem Irak und Nordkorea belegte Iran nur den fünften Platz und konnte sich nicht für die WM-Endrunde qualifizieren.

### Weltmeisterschaft 1998
In der Qualifikation für die zweite WM in Frankreich konnte sich Iran zunächst als Gruppensieger bei Turnieren in Iran und Syrien gegen Kirgisistan, Syrien und die Malediven durchsetzen. In der zweiten Runde belegte Iran hinter Saudi-Arabien, das sich damit direkt für die WM qualifizierte, vor China, Katar und Kuwait den zweiten Platz. Damit mussten die Iraner gegen Japan, den Gruppenzweiten der anderen Gruppe antreten. Das in Malaysia ausgetragene Spiel verloren die Iraner mit 2:3 nach Verlängerung, hatten dann aber noch die Chance, sich durch Spiele gegen den Ozeaniensieger Australien für die WM zu qualifizieren. Nach einem 1:1 im Heimspiel wurde im Rückspiel ein 2:2 erkämpft, womit Iran aufgrund der Auswärtstorregel zum zweiten Mal für die WM qualifiziert war.
In Frankreich wurde Iran in eine politisch brisante Gruppe gelost, denn dort traf Iran auf die USA, mit denen seit dem Sturz des Schahs ein bis heute offener Konflikt besteht. Weitere Gegner waren Europameister Deutschland und die Bundesrepublik Jugoslawien, gegen die im ersten Spiel mit 0:1 verloren wurde. Vor dem Spiel gegen die USA überreichten sich die Spieler weiße Rosen und nach einer fairen Partie, die mit 2:1 gewonnen wurde, stellten sich beide Mannschaften zu einem gemeinsamen Abschiedsfoto auf. Für dieses Verhalten erhielten dann beide Mannschaften Ende 1998 von der FIFA den Fairplay-Preis. Zum Abschluss wurde dann noch mit 0:2 gegen Deutschland verloren. Mit Platz 3 in der Gruppe und dem ersten WM-Sieg verabschiedete sich Iran für acht Jahre von der WM-Bühne.

### Weltmeisterschaft 2002
Für die erste WM in Asien konnten sich neben den beiden Co-Gastgebern Südkorea und Japan noch zwei weitere asiatische Mannschaften direkt qualifizieren. Eine weitere hatte die Chance sich über die interkontinentalen Playoffs zu qualifizieren. In der ersten Runden setzte sich Iran bei einem Turnier in Iran als Gruppensieger gegen Guam und Tadschikistan durch. Myanmar hatte verzichtet und im Gegensatz zu den anderen Gruppen gab es keine Rückrunde. Mit dem 21:0 gegen Guam gelang den Iranern dabei der höchste Länderspielsieg. In der zweiten Runde war aber Saudi-Arabien stärker. Iran belegte vor Bahrain, dem Irak und Thailand nur Platz 2. Saudi-Arabien konnte sich damit direkt qualifizieren. Iran musste dann in den Play-off-Spielen der Gruppenzweiten gegen die Vereinigten Arabischen Emirate antreten und gewann beide Spiele (1:0 und 3:0), scheiterte dann aber in den interkontinentalen Playoffs an Irland (0:2 und 1:0).

### Weltmeisterschaft 2006

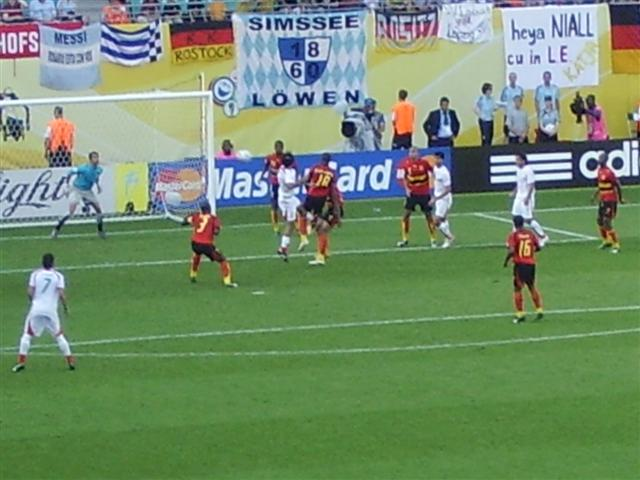
Sohrab Bakhtiarizadeh erzielt den 1:1-Ausgleich gegen Angola

In der Qualifikation für die zweite WM in Deutschland musste Iran erst in der zweiten Runde antreten und wurde in eine Gruppe mit Jordanien, Katar und Laos gelost. Mit fünf Siegen und nur einer Niederlage im Heimspiel gegen Jordanien gewann Iran die Gruppe und erreichte die dritte Runde. In dieser belegten die Iraner hinter Japan den zweiten Platz vor Bahrain und Nordkorea und qualifizierte sich damit für die WM-Endrunde. Bahrain scheiterte anschließend in den interkontinentalen Playoffs an Trinidad & Tobago, das sich dadurch erstmals qualifizieren konnte.
In Deutschland trafen die Iraner im ersten Gruppenspiel auf Mexiko und verloren mit 1:3. Im zweiten Spiel wurde mit 0:2 gegen Portugal verloren und im letzten Spiel gegen WM-Neuling Angola gelang nur ein 1:1. Damit schied Iran als Gruppenletzter aus.

### Weltmeisterschaft 2010
In der Qualifikation für die erste WM in Afrika musste Iran erst in der dritten Runde antreten. In dieser trafen die Iraner auf die Vereinigten Arabischen Emirate, Syrien und Kuwait. Mit drei Siegen und drei Remis wurde die Gruppe gewonnen. In der vierten Runde waren dann Süd- und Nordkorea sowie Saudi-Arabien und wieder die Vereinigten Arabischen Emirate die Gegner. Am letzten Spieltag hatten die Iraner noch die Chance, sich mit einem Sieg bei den bereits für die WM qualifizierten Südkoreanern für die WM zu qualifizieren. Das 1:1 reichte aber nicht, da sich im Parallelspiel Nordkorea und Saudi-Arabien 0:0 trennten, wodurch Iran nur Gruppenvierter wurde und erstmals beide Koreas für die WM qualifiziert waren.

### Weltmeisterschaft 2014
In der Qualifikation für die zweite WM in Brasilien musste Iran erst in der zweiten Runde antreten und setzte sich mit 4:0 und 1:0 gegen die Malediven durch. Die dritte Runde, in der Katar, Bahrain und Indonesien die Gegner waren, wurde als Gruppensieger abgeschlossen, wobei kein Spiel verloren wurde. In der vierten Runde waren Südkorea, Usbekistan, wieder Katar sowie der Libanon die Gegner. Iran konnte die Gruppe mit zwei Punkten mehr als Südkorea, das sich aber ebenfalls qualifizierte, als Sieger beenden und war zum vierten Mal für die WM qualifiziert.
In Brasilien trafen die Iraner zunächst auf Afrikameister Nigeria und erkämpften ein 0:0. Auch im zweiten Spiel gegen Ex-Weltmeister Argentinien stand es lange 0:0. In der ersten Minute der Nachspielzeit gelang aber Lionel Messi noch der Siegtreffer für die Südamerikaner. Im letzten Gruppenspiel hatten die Iraner dennoch die Chance, sich für das Achtelfinale zu qualifizieren, wozu ein Sieg gegen die bereits ausgeschiedene Mannschaft von WM-Neuling Bosnien und Herzegowina und eine Niederlage der Nigerianer gegen Argentinien benötigt wurden. Nigeria verlor dann auch im Parallelspiel gegen die Südamerikaner, aber auch Iran verlor mit 1:3. Bosnien und Herzegowina, gegen das sie zuvor viermal gewonnen, aber noch nie verloren hatten, kam damit zu seinem ersten WM-Sieg. Als Gruppenletzter schied Iran somit aus und Nigeria kam trotz der Niederlage in die K.-o.-Runde.

### Weltmeisterschaft 2018
In der Qualifikation traf die Mannschaft in der zweiten Runde auf Guam, Indien, den Oman und Turkmenistan. Die Iraner verloren kein Spiel, spielten allerdings zweimal remis, wurden aber Gruppensieger und trafen anschließend in der 3. Runde auf Südkorea, Usbekistan, die Volksrepublik China, Katar und Syrien. Nach dem achten Spiel, einem 2:0-Sieg gegen Usbekistan qualifizierten sich die Iraner als dritte Mannschaft für die Endrunde. Danach spielten sie noch zweimal remis und blieben als einzige asiatische Mannschaft ohne Niederlage. Zwar schossen sie auf dem Weg nach Russland die wenigsten Tore aller asiatischen Qualifikanten, kassierten aber auch die wenigsten Gegentore.
Im ersten Gruppenspiel bei der Endrunde gegen Marokko standen sie lange unter Druck, ließen aber kein Tor zu. In der zweiten Halbzeit kamen sie besser ins Spiel ohne aber zunächst zum Torabschluss zu kommen. In der Nachspielzeit fälschte dann ein Marokkaner einen Schuss eines Iraners ins eigene Tor ab, wodurch Iran mit 1:0 gewann. Im zweiten Spiel gegen Ex-Weltmeister Spanien hielten sie auch lange das 0:0, mussten dann aber in der 54. Minute das einzige Tor des Spiels hinnehmen. Im letzten Spiel gegen Europameister Portugal benötigten sie einen Sieg um die K.-o.-Runde zu erreichen oder bei einem Remis eine Niederlage der Spanier gegen Marokko mit zwei Toren Differenz. Die Iraner kamen aber nur zu einem 1:1, das Karim Ansarifard in der Nachspielzeit durch einen verwandelten Handelfmeter sicherte. Zuvor hatte Torhüter Alireza Beiranvand einen von Cristiano Ronaldo geschossenen Foulelfmeter gehalten. Da Spanien im Parallelspiel durch ein Tor in der Nachspielzeit ein 2:2 gegen Marokko erreichte, schied Iran aus.

### Weltmeisterschaft 2022
Iran musste erst in der zweiten Runde der Qualifikation für die WM in Katar antreten. Gegner waren Bahrain, der Irak, Hongkong und Kambodscha. Die Qualifikation begann für die Iraner mit zwei Siegen und zwei Niederlagen im Herbst 2019. Aufgrund der COVID-19-Pandemie fanden im Jahr 2020 keine Spiele statt. Im März 2021 sollte die Qualifikation dann fortgesetzt werden. Letztlich wurde sie aber erst im Juni 2021 fortgesetzt und die Iraner gewannen die vier noch ausstehenden Gruppenspielen, wodurch sie Gruppensieger wurden. Als Gruppensieger erreichten sie die dritte Runde, die im September 2021 begann und im März 2022 enden soll. Gegner sind wieder der Irak (Gruppenzweiter hinter Iran in der zweiten Runde), der Libanon, Südkorea, Syrien und die Vereinigten Arabischen Emirate. Die Iraner starteten mit einem 1:0-Sieg daheim gegen Syrien, gewannen dann auf neutralem Boden in Katar gegen den Irak mit 3:0 und auswärts gegen die Emirate mit 1:0. Dann kamen sie daheim nur zu einem 1:1 gegen Südkorea. Da aber die beiden Spiele im November und das erste Spiel im Januar gewonnen wurde, stand am viertletzten Spieltag die vorzeitige Qualifikation fest. Durch zwei weitere Siege wurde trotz einer Niederlage in Südkorea der Gruppensieg erreicht.
Bei der WM-Endrunde trafen die Iraner erstmals auf England sowie die USA (Gegner in der WM-Vorrunde 1998) und Wales (ein Freundschaftsspiel 1978), das sich im Juni den letzten Startplatz für Europa sicherte. Die iranische Mannschaft schied wie schon bei den vorangegangenen Weltmeisterschaften erneut in der Vorrunde aus. Nachdem Iran im ersten Spiel gegen England seine höchste Niederlage bei einer Weltmeisterschaft kassierte (6:2), erzielte das Team im darauffolgenden Spiel gegen Wales seinen höchsten WM-Sieg (2:0). Das letzte Gruppenspiel gegen die USA ging knapp mit 0:1 verloren, wodurch Iran als Gruppendritter die K.-o.-Runde des Turniers verpasste.

### Weltmeisterschaft 2026
Für die erste WM in drei Ländern – Kanada, Mexiko und den USA – wurde die Zahl der Teilnehmer auf 48 erhöht und den asiatischen Mannschaften drei feste Plätze mehr zugestanden, so dass sich nun acht AFC-Mitglieder direkt qualifizieren können. Eine weitere asiatische Mannschaft nimmt am WM-Play-off-Turnier im März 2026 teil. Iran musste erst in der zweiten Runde in die Qualifikation einsteigen und traf dort zwischen November 2023 und Juni 2024 in Hin- und Rückspielen auf Hongkong, Turkmenistan und Usbekistan. Gegen alle drei ist die Bilanz positiv und gegen jeden Gegner wurde erst einmal verloren. Die Iraner erreichten mit vier Siegen und zwei Remis die dritte Runde. In dieser trafen sie auf Katar, Kirgisistan, Nordkorea, Usbekistan und die Vereinigten Arabischen Emirate. Nach sechs Siegen und zwei Remis steht schon vor den letzten beiden Spielen die vorzeitige Qualifikation fest.

## Spieler

### Rangliste der iranischen WM-Spieler mit den meisten Einsätzen
1. Ehsan Hajsafi – 9 Spiele bei drei Turnieren
2. Alireza Jahanbakhsh – 8 Spiele bei drei Turnieren
3. Karim Ansarifard, Sardar Azmoun, Mehdi Mahdavikia, Morteza Pouraliganji, Mehdi Taremi und Andranik Teymourian – 6 Spiele bei zwei bzw. drei (Ansarifard) Turnieren

### Rangliste der iranischen WM-Spieler mit den meisten WM-Toren
1. Mehdi Taremi – 2 Tore
2. Karim Ansarifard, Sohrab Bakhtiarizadeh, Rouzbeh Cheshmi, Iraj Danaeifard, Hamid Reza Estili, Reza Ghoochannejhad, Yahya Golmohammadi, Mehdi Mahdavikia, Ramin Rezaeian und Hassan Rowshan – je 1 Tor
zudem ein Eigentor des Marokkaners Aziz Bouhaddouz zugunsten Irans

### WM-Kapitäne
- 1978: Ali Parvin
- 1998: Nader Mohammadkhani (1. Spiel), Ahmad Reza Abedzadeh (2. Spiel)
- 2006: Ali Daei (1. und 3. Spiel), Yahya Golmohammadi (2. Spiel)
- 2014: Javad Nekounam
- 2018: Masoud Shojaei (1. Spiel), Ehsan Hajsafi (2. und 3. Spiel)
- 2022: Ehsan Hajsafi

### Anteil der im Ausland spielenden Spieler im WM-Kader
Bei der ersten Teilnahme 1978 wurden noch keine Legionäre eingesetzt. Danach standen immer einige Legionäre im Kader, aber nie mehr als 14. Die meisten (insgesamt acht) spielten in Deutschland.
| Jahr (Spiele) | Anzahl (Länder) | Spieler (Einsätze) |
| ------------- | --- | --- |
| 1978 (3)      | 0 | |
| 1998 (3)      | 3 (in Deutschland) | Chodadad Azizi (3), Karim Bagheri (3), Ali Daei (3); |
| 2006 (3)      | 6 (4 in Deutschland, 1 in Italien, 1 in den Vereinigten Arabischen Emiraten) | Wahid Haschemian (3), Ali Karimi (2), Mehdi Mahdavikia (3), Ferydoon Zandi (2); Rahman Rezaei (3), Javad Nekounam (2) |
| 2014 (3)      | 9 (1 in Deutschland, 2 in England, 1 in Kanada, 1 in Katar, 1 in Kuwait, 1 in den Niederlanden, 1 in Portugal, 1 in Spanien)                                                                                              | Daniel Davari (0); Ashkan Dejagah (3), Reza Ghoochannejhad (3); Steven Beitashour (0); Pejman Montazeri (3); Javad Nekounam (3); Alireza Jahanbakhsh (3); Alireza Haghighi (3); Masoud Shojaei (3) |
| 2018 (3)      | 14 (1 in Belgien, 1 in England, 3 in Griechenland, 2 in Katar, 2 in den Niederlanden, 1 in Portugal, 3 in Russland, 1 in Schweden)                                                                                        | Ramin Rezaeian (3); Ashkan Dejagah; Karim Ansarifard (3), Ehsan Hajsafi (3), Masoud Shojaei (1); Morteza Pouraliganji (3), Mehdi Taremi (3); Reza Ghoochannejhad, Alireza Jahanbakhsh (3); Amir Abedzadeh; Sardar Azmoun (2), Saeid Ezatolahi (2), Milad Mohammadi (2); Saman Ghoddos (3)                                             |
| 2022 (3)      | 16 (1 Belgien, 1 in Dänemark, 1 in Deutschland, 2 in England, 2 in Griechenland, 2 in Katar, 1 in Kroatien, 1 in den Niederlanden, 1 in Portugal, 2 in der Türkei, 1 in den Vereinigten Arabischen Emiraten, 1 in Zypern) | Ali Gholizadeh (3); Saeid Ezatolahi (3); Sardar Azmoun (3); Saman Ghoddos (1), Amir Abedzadeh; Ehsan Hajsafi (3), Milad Mohammadi (3); Hossein Kanaanizadegan (1), Shoja Khalilzadeh; Sadegh Moharrami (1); Alireza Jahanbakhsh (2); Mehdi Taremi (3); Ali Karimi (3), Majid Hosseini (3); Ahmad Nourollahi (3); Karim Ansarifard (2) |

### Bei Weltmeisterschaften gesperrte Spieler
1978: Andranik Eskandarian erhielt im zweiten Gruppenspiel gegen Schottland die zweite Gelbe Karte und war für das letzte Gruppenspiel gesperrt.
2006: Javad Nekounam erhielt im zweiten Gruppenspiel gegen Portugal die zweite Gelbe Karte und war für das letzte Gruppenspiel gesperrt. In diesem erhielt auch Mehrzad Madanchi die zweite Gelbe Karte. Da Iran ausschied, hatte diese keine Wirkung.
2022: Alireza Jahanbakhsh erhielt im zweiten Gruppenspiel gegen Wales die zweite Gelbe Karte und war für das letzte Gruppenspiel gesperrt.

## Spiele
Iran bestritt bisher achtzehn WM-Spiele, von denen drei gewonnen und elf verloren wurden. Vier Spiele endeten remis. Dabei traf Iran nie auf den Gastgeber, den Titelverteidiger und den späteren Weltmeister. Dreimal traf Iran auf WM-Neulinge: 1998 auf die Bundesrepublik Jugoslawien, die aber als Nachfolger Jugoslawiens gilt, 2006 auf Angola und 2014 auf Bosnien-Herzegowina.
Alle Spiele bis auf das 15. WM-Spiel gegen Portugal und das 18. WM-Spiel gegen die USA sind bisher einmalig. Etwas mehr als die Hälfte aller Spiele bestritt Iran gegen europäische Mannschaften.
| Alle WM-Spiele |            |          |                            |   |                        |               |                                                   |
| Nr.            | Datum      | Ergebnis | Gegner                     |   | Austragungsort         | Anlass        | Bemerkungen                                       |
| 1              | 03.06.1978 | 0:3      | Niederlande                | * | Mendoza, ARG           | 1. Finalrunde | Erstes Spiel gegen die Niederlande                |
| 2              | 07.06.1978 | 1:1      | Schottland                 | * | Córdoba, ARG           | 1. Finalrunde | Erstes Spiel gegen Schottland                     |
| 3              | 11.06.1978 | 1:4      | Peru                       | * | Córdoba, ARG           | 1. Finalrunde | Erstes Spiel gegen Peru                           |
| 4              | 14.06.1998 | 0:1      | Bundesrepublik Jugoslawien | * | Saint-Étienne, FRA     | Vorrunde      | Erstes Spiel gegen die Bundesrepublik Jugoslawien |
| 5              | 21.06.1998 | 2:1      | USA                        | * | Lyon, FRA              | Vorrunde      | Erstes Spiel gegen die USA                        |
| 6              | 25.06.1998 | 0:2      | Deutschland                | * | Montpellier, FRA       | Vorrunde      | Erstes Spiel gegen Deutschland                    |
| 7              | 11.06.2006 | 1:3      | Mexiko                     | * | Nürnberg, DEU          | Vorrunde      |                                                   |
| 8              | 17.06.2006 | 0:2      | Portugal                   | * | Frankfurt am Main, DEU | Vorrunde      |                                                   |
| 9              | 21.06.2006 | 1:1      | Angola                     | * | Leipzig, DEU           | Vorrunde      |                                                   |
| 10             | 16.06.2014 | 0:0      | Nigeria                    | * | Curitiba, BRA          | Vorrunde      |                                                   |
| 11             | 21.06.2014 | 0:1      | Argentinien                | * | Belo Horizonte, BRA    | Vorrunde      |                                                   |
| 12             | 25.06.2014 | 1:3      | Bosnien und Herzegowina    | * | Salvador da Bahia, BRA | Vorrunde      |                                                   |
| 13             | 15.06.2018 | 1:0      | Marokko                    | * | Sankt Petersburg, RUS  | Vorrunde      | Erstes Spiel gegen Marokko                        |
| 14             | 20.06.2018 | 0:1      | Spanien                    | * | Kasan, RUS             | Vorrunde      | Erstes Spiel gegen Spanien                        |
| 15             | 25.06.2018 | 1:1      | Portugal                   | * | Saransk, RUS           | Vorrunde      |                                                   |
| 16             | 21.11.2022 | 2:6      | England                    | * | ar-Rayyan, QAT         | Vorrunde      | Erstes Spiel gegen England, höchste WM-Niederlage |
| 17             | 25.11.2022 | 2:0      | Wales                      | * | ar-Rayyan, QAT         | Vorrunde      | Höchster WM-Sieg                                  |
| 18             | 29.11.2022 | 0:1      | USA                        | * | Doha, QAT              | Vorrunde      |                                                   |

### Höchste Siege und Niederlagen
Den höchsten WM-Sieg erzielte Iran gegen Wales (2:0). Weitere Siege gelangen gegen Marokko und die USA.
Gegen folgende Länder kassierte Iran seine höchsten Niederlagen bei WM-Turnieren:
- Argentinien: Vorrunde 2014 - 0:1 (einzige Niederlage gegen Argentinien)
- Bosnien und Herzegowina: Vorrunde 2014 - 1:3 (einzige Niederlage gegen Bosnien-Herzegowina)
- Deutschland: Vorrunde 1998 - 0:2 (zudem ein 0:2 in einem Freundschaftsspiel)
- England: Vorrunde 2022 - 2:6 (erstes Spiel gegen England)
- Niederlande: 1. Finalrunde 1978 - 0:3 (einziges Spiel gegen die Niederlande)
- Peru: 1. Finalrunde 1978 - 1:4 (einziges Spiel gegen Peru)
- Spanien: Vorrunde 2018 - 0:1 (einziges Spiel gegen Spanien)
- Vereinigte Staaten: Vorrunde 2022 - 0:1 (einzige Niederlage gegen die USA)